# イヌノハナヒゲ
イヌノハナヒゲ(Rhynchospora chinensis Nees et Meyen)は、単子葉類カヤツリグサ科に属する草である。多年生で、湿地などに生える、細長い植物である。

## 特徴
地下にある茎は少し横に這い、花茎を地上に出す。根出葉は線形でやや立つ。夏以降に花がでる。花茎はひょろひょろと上に伸び、高さは30-100cm、先端に散房状に花序をつける。それぞれの枝先には数個の小穂を頭状につける。
小穂は先のとがった卵形で、褐色の鱗片に包まれ、長さ7-9mm、中に一個の小花を含む。花は雄蘂と雌蘂、それに数本の針状の附属物からなる。果実は倒卵形で、その先端から伸びる花柱は果実との接続部分が幅広く、厚くなっているのが特徴である。この点ではハリイ属のものに似ている。

## 分布等
イヌノハナヒゲは本州（主に関東以西）、四国、九州、沖縄に分布し、国外では朝鮮、中国からインド、インドネシアに知られる。日当たりのよい湿地に生える。水のしみ出した岩の上などにも見ることがある。

## 近縁種
日本にはこの属のものは数種ある。多くはよく似た植物で、区別は難しい。特にイヌノハナヒゲに似ているのが以下の種である。
- オオイヌノハナヒゲ R. fauriei Franch.
- コイヌノハナヒゲ R. fujiana Makino
- イトイヌノハナヒゲ R. faberi C.B.Clarke
- ミヤマイヌノハナヒゲ R. yasudana Makino

これらの種は外形にも多少の差があるが、育ち具合による個体変異もあり、正確な判断には鱗片をはがして刺状毛の様子などを見る必要がある。
ややはっきりと区別できるのが以下の種である。
- トラノハナヒゲ R. brownii Roem. et Schult.：やや大柄な草で根出葉がよく発達する。花茎は時に100cm、先端が枝分かれしてまばらに小穂をつける。